# Liberator (Band)
Liberator sind eine schwedische Ska-Band, die im Jahre 1994 in Malmö gegründet wurde.
Durch ihre ganz spezielle Interpretation von Ska grenzte sich die Band schon bald von anderen Mitstreitern ab. Ihr Stil wird auch als „Sweden Ska“ bezeichnet und ist weitgehend unverwechselbar.

## Bandgeschichte
Das erste Album der Band, „This is Liberator“, erschien zwei Jahre nach Gründung der Band und hatte großen nationalen und internationalen Erfolg. Es folgten ebenso erfolgreiche Alben wie „Worldwide Delivery“ und „Too much of everything“.

## Diskografie

### Alben
- 1996: This is Liberator (Burning Heart Records)
- 1998: Worldwide Delivery (Burning Heart Records)
- 2000: Too Much Of Everything (Burning Heart Records)
- 2001: Soundchecks 95-00 (Burning Heart Records)
- 2003: Are You Liberated (Burning Heart Records)
- 2009: Stand and Deliver

### EPs
- 1995: Freedom Fighters (Burning Heart Records)
- 1997: Carefully Blended (Burning Heart Records)
- 2008: Ring the Alarm (Bale Records Inc.)

### Singles
- 1996: Tell Me Tell Me (Burning Heart Records)